# Jessie Mei Li
Jessica « Jessie » Mei Li, née le 27 août 1995 à Brighton, est une actrice britannique. Elle se fait connaitre internationalement en interprétant le rôle principal d'Alina Starkov dans la série fantastique Shadow and Bone sur Netflix.  

## Biographie
Jessie Mei Li naît le 27 août 1995 à Brighton d'une mère anglaise et d'un père chinois ayant grandi à Hong Kong, et a également un frère aîné,. Elle grandit à Redhill et étudie au Reigate College. Elle commence à y étudier les langues mais abandonne avant de rejoindre la National Youth Theatre en 2015, puis intègre une formation à temps partiel à la Identity School of Acting de 2016 à 2017,.

## Carrière
Jessie commence sa carrière en interprétant, en février 2019, le rôle de Claudia Cassewell dans la pièce de théâtre All About Eve, jouée au Albery Theatre, aux côtés de Gillian Anderson et Lily James. La production a été diffusée à l'international grâce au National Theatre Live,.
En octobre 2019, il est annoncé que Jessie a obtenu le rôle principal d'Alina Starkov dans la série Netflix Shadow and Bone, une adaptation de la saga littéraire Shadow and Bone et Six of Crows de Leigh Bardugo. La première saison est sortie le 23 avril 2021.
Elle interprète Lara Chung dans le film d'Edgar Wright, Last Night in Soho, sorti en octobre 2021.

## Vie privée
Dans un post sur le réseau social Instagram, Jessie révèle avoir un TDAH. Elle a été diagnostiquée à ses 24 ans et ce diagnostic l'a aidée à mieux se comprendre.
Dans une interview, elle explique utiliser les pronoms « She et They en anglais », en expliquant « Je suis assez flexible, elle, ou le néologisme « iel », tout dépend de votre préférence. Les deux me conviennent » (en anglais : « I'm pretty flexible, she, they, whichever your preference is. I’m both »).

## Filmographie

### Cinéma

#### Longs métrages
- 2019 : Locked Up Abroad : Christina Jocko
- 2020 : Monster Run : Ji Mo
- 2021 : Last Night in Soho d'Edgar Wright : Lara
- 2025 : Ravage (Havoc) de Gareth Evans : Ellie

#### Courts métrages
- 2018 : Together, They Smoke : Rose
- 2019 : Travelooper : Kiera

#### Séries télévisées
- 2018 : Strangers : (1 episode)
- 2019 : Locked Up :  Abroad	Christina Jocko (épisode : "Panamania")
- 2021-2023	: Shadow and Bone : La Saga Grisha : Alina Starkov

## Télévision

### Séries télévisées
- 2018 : Strangers (1 épisode)
- 2021 - 2023 : Shadow and Bone : La Saga Grisha (Shadow and Bone) : Alina Starkov

### Téléfilms
- 2019 : All About Eve (National Theatre Live) : Claudia Casswell

## Théâtre
- 2019 : All About Eve (National Theatre Live) : Claudia Casswell